# Fisciano

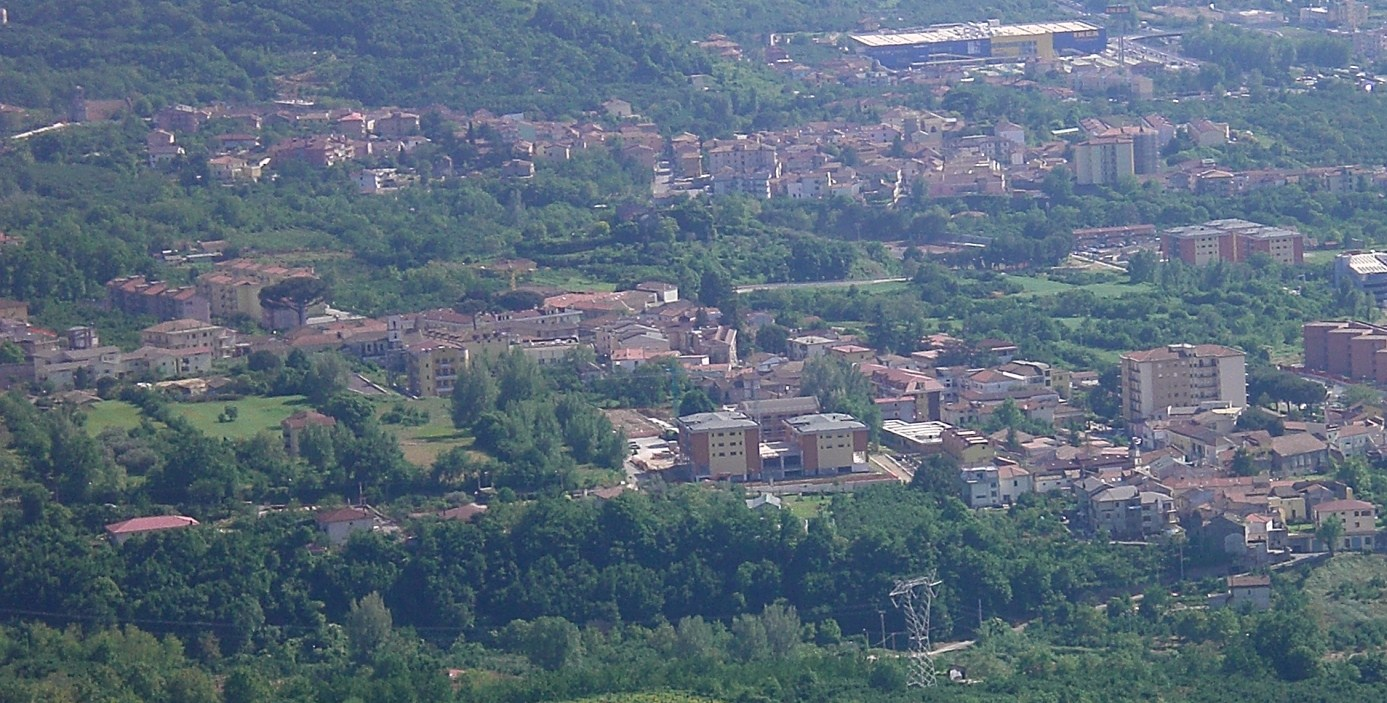
Blick auf Fisciano

Fisciano ist eine italienische Gemeinde mit 14.110 Einwohnern (Stand 31. Dezember 2023) in der Provinz Salerno in der Region Kampanien. Sie ist Teil der Bergkommune Comunità Montana Irno – Solofrana.

## Geografie
Die Nachbargemeinden sind Baronissi, Calvanico, Castiglione del Genovesi, Giffoni Sei Casali, Mercato San Severino und Montoro (AV). Die Ortsteile sind Bolano, Canfora, Carpineto, Gaiano, Lancusi, Penta, Pizzolano, Settefichi, Soccorso und Villa.